# Institut Max-Planck d'ornithologie
L'Institut Max-Planck d'ornithologie est un institut de recherche extra-universitaire dépendant de la Société Max-Planck situé à Pöcking (Haute-Bavière), dans le centre scientifique de Seewiesen (ainsi qu'un centre à Radolfzell et un à Constance). L'Institut mène principalement de la recherche fondamentale en sciences de la nature, dans le domaine des neurosciences, de l'écologie comportementale, la biologie de l’évolution et la migration.

## Histoire
Fondé en 1998 comme Centre de Recherche d'ornithologie au sein de la Société Max-Planck à travers l'indépendance du département d'Eberhard Gwinner (Andechs) ainsi que de la station ornithologique de Radolfzell issus de l'Institut Max-Planck de physiologie comportementale à cause de sa fermeture, renommé en 2001 en Centre de Recherche Max-Planck d'ornithologie, puis renommé de nouveau en 2004 en Institut Max-Planck d'ornithologie.
L'Institut Max-Planck de physiologie comportementale a été fondé en 1954 sous la direction d'Erich von Holst et de Konrad Lorenz (Prix Nobel de physiologie ou médecine en 1973) et fermé en 1999. Le domaine de recherches se concentre sur l'ornithologie de sorte qu'il devient un centre de recherches dirigé par Eberhard Gwinner et Peter Berthold.
L'observatoire de Radolfzell a été créé par la Société Allemande d'Ornithologie à partir du Vogelwarte Rossitten passé en 1924 à la Société Kaiser-Wilhelm, puis s'installe à Radolfzell en 1946. L'observatoire est affilié à l'Institut Max-Planck de physiologie comportementale en 1949.
L'Institut a une direction collégiale, l'un des quatre directeurs devient directeur général pour une certaine période de temps.
En janvier 2022, l'Institut Max-Planck d'ornithologie a fusionné avec l'Institut Max-Planck de neurobiologie pour former le nouvel Institut Max-Planck d'intelligence biologique (MPI-BI). Jusqu'à sa création officielle, l'institut sera juridiquement représenté par ses deux prédécesseurs.

## Structure
L'Institut se compose de quatre départements et de six groupes de recherche sur les sites de Radolfzell/Constance et Seewiesen.
Constance
- Département comportements collectifs, Iain Couzin

Radolfzell
- Département migration animale et immunocologie, Martin Wikelski
- Groupe de recherche Aplin

Seewiesen
- Département neurobiologie comportementale, Manfred Gahr
- Département écologie comportementale et génétique évolutive, Bart Kempenaers
- Groupe de recherche évolution des systèmes sensoriels, Maude Baldwin
- Groupe de recherche communication et comportement social, Henrik Brumm
- Groupe de recherche écologie acoustique et fonctionnelle, Holger Goerlitz
- Groupe de recherche physiologie de l'évolution, Michaela Hau
- Groupe de recherche génétique comportementale et écologie évolutive, Clemens Küpper
- Groupe de recherche sommeil aviaire, Niels Rattenborg
- Groupe de travail biologie cognitive comparative, Auguste von Bayern

## Installations
L'institut dispose à Seewiesen d'une soufflerie depuis 1999 permettant l'étude de la migration. Il s'agit de la deuxième soufflerie au monde construit pour les essais en vol avec des oiseaux. Au-dessus, le dôme d'un planétarium permet l'étude de l'orientation des animaux sous un ciel étoilé. 

## International Max Planck Research School
Le baguage du sud de l'Allemagne, de l'Autriche et de Berlin est coordonné à l'observatoire de Radolfzell. En 2010 s'est ouvert le centre d'accueil interactif Maxcine de Radolfzell. Depuis 2009, l'Institut intègre ses étudiants en thèse dans un programme international, l'International Max Planck Research School for Organismal Biology, une école d'études avancées, en collaboration avec l'université de Constance.